# Robert Darrigrand
 (mars 2018).
Si vous disposez d'ouvrages ou d'articles de référence ou si vous connaissez des sites web de qualité traitant du thème abordé ici, merci de compléter l'article en donnant les références utiles à sa vérifiabilité et en les liant à la section « Notes et références ».
Pour les articles homonymes, voir Darrigrand.
Robert André Darrigrand, né le 13 janvier 1934 à Orthez et mort le 10 juillet 2016 à Pau, est un hispaniste et un linguiste occitan.

## Biographie
Robert Darrigrand a fait ses études à Orthez puis à la faculté de lettres de Bordeaux et à la Sorbonne. Agrégé d'espagnol, il enseigne à Paris, Alger et Bordeaux où il fait l'essentiel de sa carrière terminée comme professeur de chaire supérieure au lycée Michel-Montaigne.
Il s'engage très tôt dans les rangs de l'Institut d’Études Occitanes (IEO). En 1960, il fait partie de l'équipe qui accompagne Roger Lapassade lors de la naissance de Per Noste, section béarnaise de l'IEO. En 1967, il fonde avec Jacques Boisgontier et Roger Teulat le Centre régional d'études occitanes (CREO) qui regroupe les enseignants d'occitan des établissements publics de l'académie. En 1967 aussi, il crée, avec Max-Henri Gonthié, l'«Ostau Occitan» qui est la section girondine de l'IEO.
Ses recherches portent aussi sur l'histoire du protestantisme béarnais. À partir de 1995, il est vice-président du Centre d'Étude du Protestantisme Béarnais (CEPB) ; il préside l'association du musée Jeanne-d'Albret d'Orthez (histoire du protestantisme béarnais) de 2010 à 2015.

## Œuvres
L'engagement de Robert Darrigrand pour la défense de la langue et de la culture occitanes, l'amène à collaborer à plusieurs revues dont Reclams et Per Noste/País gascons.
Il est l'auteur de plusieurs ouvrages dont la traduction des psaumes béarnais d'Arnaud de Salette, édition publiée en 2010.

### Langue
- Comment écrire le gascon (éd. Per Noste, Orthez, 1969).
- Initiation au gascon (éd. Per Noste, Orthez, 1971), connu sous le surnom de « Livre Rouge ».
- Grammaire abrégée du gascon, en collaboration avec Michel Grosclaude (éd. Per Noste, Orthez, 1976)
- Gironde, terre occitane (Ostau Occitan, Bordeaux, 1970). En collaboration avec Jacques Boisgontier, Anne Cavignac, Michel Dufaure et Roger Teulat.
- Le livre aquitain d’expression occitane (CRDP, Bordeaux, 1972). En collaboration avec Christian Bonnet et Marie-France Cabanne.
- Condes deus monts e de las arribèras (éd. Per Noste, Orthez, 1970, deuxième éd. 1978).
- Roger Lapassade, le béarnais en action (éd. Orthez, Cité du Livre, 2009).

### Présentation d’auteurs
- Xavier Navarrot, tèxtes causits (Centre d’estudis occitans, Montpellier, 1970).
- Simín Palay : Los tres gojats de Bòrdevielha (éd. Per Noste, Orthez, 1974)
- Jean-Henri Fondeville : Calvinisme de Bearn divisat en siex ecloges. Présentation et traduction. (CEPB, Pau, 2002).
- Arnaud de Salette : Los psalmes de David metuts en rima bernesa, 1583. Présentation transcription et traduction. (éd. Per Noste, Orthez, 1983).

### Histoire du protestantisme
- Le Béarn sous Jeanne d’Albret (Bibliothèque municipale, Pau, 1983) En collaboration avec Michel Grosclaude, André Hourcade, Nicolas Kalinine, François Marin et Daniel Urbain.
- « Arnaud de Salette et son temps ». Le Béarn sous Jeanne d’Albret. Contribution et édition des actes du colloque d’Orthez. (éd. Per Noste, Orthez, 1983).
- « L’Église évangélique libre d’Orthez. Un siècle d’histoire (1831-1935). » (CEPB, Pau, 2004).
- Le psautier béarnais, version Arnaud de Salette. Disque compact de psaumes interprétés par la chorale de l’Église évangélique libre d’Orthez. Préparation et traduction des textes. (CEPB, Pau, 2004).
- Avec Philippe Chareyre, Sur les pas des Huguenots, 20 itinéraires en Béarn, Pays Basque et Bigorre. Rédaction de plusieurs itinéraires (Pau, CEPB, 2009)
- Arnaud de Salette : Los psalmes de David metuts en rima bernesa, 1583. Édition critique (Paris, H. Champion, 2010).
- Musée Jeanne-d’Albret à Orthez